# トワイライト・シンガーズ
トワイライト・シンガーズ（The Twilight Singers）は、アメリカのロック・バンド。アフガン・ウィッグス活動休止中にフロントマンのグレッグ・デュリによって活動開始。

## 略歴
アフガン・ウィッグスが所属レーベルであるエレクトラ・レコードとの契約問題で対立していた1997年に、デュリは友人のミュージシャンと共にデモ音源を制作。エレクトラとの契約を終了し、1998年にコロムビア・レコードと契約したアフガン・ウィッグスは同年にアルバム『1965』をリリースするが、2000年に活動を休止する。デュリは同年にトワイライト・シンガーズを発足させ、9月にデビュー・アルバム『Twilight as Played by The Twilight Singers』をリリースする。2002年1月に友人の映画監督であるテッド・デミが急死し、デュリは一時期音楽活動から身を引き、翌年10月にデミに捧げたセカンド・アルバム『ブラックベリー・ベル』をリリース。2004年8月発表のサード・アルバム『She Loves You』はカバー・アルバムで、フリートウッド・マックやビョークを始めとするアーティストの楽曲をカバーした。2005年にデュリのソロ・アルバムを挟み、2006年5月に4枚目のアルバム『Powder Burns』をリリース。アメリカの他にヨーロッパ、イスラエル、オーストラリア、ニュージーランドをツアーで回った。2011年2月に4年9ヶ月ぶりとなる5枚目のアルバム『Dynamite Steps』をリリースした。

## ディスコグラフィ

### スタジオ・アルバム
- Twilight as Played by The Twilight Singers (2000年、Columbia)
- 『ブラックベリー・ベル』 - Blackberry Belle (2003年、One Little Indian)
- She Loves You (2004年、One Little Indian)
- Powder Burns (2006年、One Little Indian)
- Dynamite Steps (2011年、Sub Pop)

### ライブ・アルバム
- Live In New York (2011年、Infernal Recordings)

### シングル、EP
- Black Is the Color of My True Love's Hair EP (2003年)
- "Teenage Wristband" (2003年)
- "Feathers"/"Number Nine" (2004年)
- "Too Tough to Die"/"Hard Time Killing Floor" (2004年)
- "There's Been an Accident" (2006年) ※ダウンロードのみ
- "I'm Ready" (2006年)
- A Stitch in Time EP (2006年)